# Аеродромски салон
Аеродромски салон је објекат који се налази на многим аеродромима. Аеродромски салони нуде, за одабране путнике, погодности које превазилазе оне које се пружају у терминалу, као што су удобнија седишта, тише окружење и бољи приступ представницима службе за кориснике. Остали смештајни услови могу укључивати приватне сале за састанке, телефоне, бежични приступ интернету   и друге пословне услуге, заједно са одредбама за побољшање удобности путника, као што су бесплатна пића, грицкалице, часописи и тушеви.  
Адмиралски клуб Американ ерлајнса био је први аеродромски салон када је отворен на аеродрому Ла Гвардија у Њујорку 1939.